# Mackintosh River
Der Mackintosh River ist ein Fluss im Nordwesten des australischen Bundesstaates Tasmanien.

## Geografie

### Flusslauf
Der 20 Kilometer lange Mackintosh River entsteht rund vier Kilometer westlich des Mount Remus, im Nordwesten des Cradle-Mountain-Lake-St.-Clair-Nationalparks aus dem Fury River und dem Mackintosh Creek. Dort beginnt auch der Lake Mackintosh, der sich fast über die gesamte Flusslänge erstreckt. In ihm verläuft der Mackintosh River in einem Bogen zunächst nach Westen und dann nach Südwesten. Nördlich der Kleinstadt Tullah verlässt er den See nach der Staumauer und mündet wenige Kilometer weiter in den Lake Rosebery, wo er zusammen mit dem Murchison River den Pieman River bildet.

### Nebenflüsse mit Mündungshöhen
Der Fluss hat folgende Nebenflüsse:
- Fury River – 219 m
- Mackintosh Creek – 219 m
- Southwell River – 219 m
- Sophia River – 219 m

### Durchflossene Stauseen
Er durchfließt die folgenden Gewässer:
- Lake Mackintosh – 219 m
- Lake Rosebery – 190 m

## Staudamm
Der Mackintosh River  wurde nördlich der Kleinstadt Tullah zum Lake Mackintosh angestaut. Dies ist der größte Stausee im Einzugsbereich des Pieman River. Hydrologische Messungen am Fluss wurden von Hydro Tasmania seit 1955 durchgeführt.